# Séras
Le séras est un fromage valdôtain.

## Étymologie
Le terme séras dérive du suisse romand sérai, dérivant du latin serum (= petit-lait) via le bas latin seraceum.
Le fromage romand sérac partage avec le séras la composition et l'étymologie.

## Description
Produit en Vallée d'Aoste, il peut être consommée frais, ou bien salé et fumé.
En mêlant du séras avec de l'ail, de l'huile, du sel, du piment, du genévrier, du fenouil et du cumin l'on obtient le salignon.